# Paróquia de São Manuel
A Paróquia de São Manuel é uma Paróquia da Diocese de Sobral, localizada na cidade de Marco, no estado do Ceará. Fundada em 29 de dezembro de 1941, é conhecida por sua grande devoção ao Santíssimo Sacramento e a Maria Santíssima. Atualmente tem como Pároco, o Reverendíssimo Monsenhor Raimundo Nonato Timbó de Paiva.

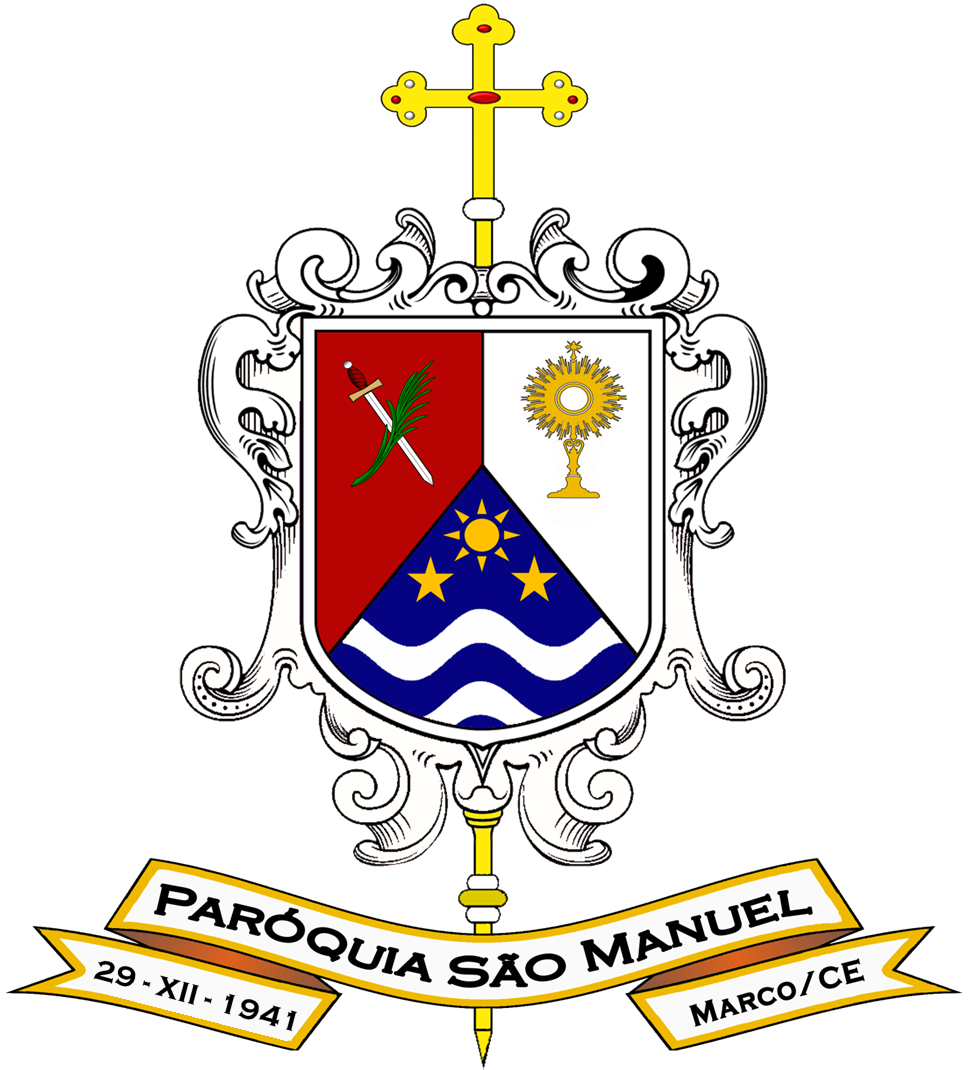
Brasão de Armas da Paróquia de São Manuel

## História
A Paróquia de São Manuel teve sua fundação na data de 29 de dezembro de 1941, onde foi erigida pelo Bispo Diocesano, Dom José Tupinambá da Frota. Mas sua história ainda se inicia em meados do final do século 19, mas precisamente em 1870, onde foi construída a primeira Capela em homenagem ao santo Padroeiro, São Manuel.
Seu primeiro Pároco foi o Reverendíssimo Mons. Francisco Apoliano (In Memoriam), sendo escolhido pelo Sr. Bispo, na data de 31 de dezembro de 1941 e assumindo a Paróquia em 06 de janeiro de 1942.
Município de grande fervor religioso, nossa terra teve seu processo histórico iniciado ao serem autorizados pela Diocese de Sobral, em 10 de janeiro de 1945, a construção do Cemitério Eclesiástico e respectiva Capela de São Roque. Referidos marcos religiosos foram abençoados na forma do ritual romano, em 19 de março de 1945.

## Como apareceu São Manuel
Segundo alguns, a santa imagem veio de Portugal, quando os primeiros colonizadores vinham rumo ao Brasil, em alto mar. A embarcação que os trazia esteve prestes a soçobar numa tempestade, e os navegantes em aflição fizeram uma promessa de que, se todos chegassem sãos e salvos, onde fixassem morada, erigiriam uma igrejinha para o santo protetor que eles vinham conduzindo. Conclui-se, então, que a devoção a São Manuel, tão presente em Marco, teve origem neste acontecimento.
Versão da cidade de Sobral
Pelos idos de 1793, Francisco Ferreira Fonteles Rios foi a Sobral assistir a umas pregações do Frei Vidal da Penha, talvez até confessar-se, em função da então carência de Padres na região. Lá chegando, ouviu a divulgação da vida do santo, e milagres de São Manuel. Resolveu adquiri-lo, então, oferecendo uma avultada espórtula de R$ 1.200$000 (Um conto e duzentos mil réis). Recebeu a imagem e consagrou-a em oratório de vidro, venerando-o em sua residência durante muitos anos, juntamente com os moradores da localidade.
Ainda há outra versão
Na seca de 1809, uma família de flagelados estava sapecando e comendo retalhos de couro cru no alpendre da casa de fazenda que era de Francisco Ferreira Fonteles Rios, onde hoje é encravada a cidade de Marco. Ao ver esta cena horripilante, o fazendeiro compadeceu-se. Volta a sua fazenda no Alto do Caixão e de lá trouxe uma cabra e farinha de mandioca para os famintos saciarem sua grande fome. Os retirantes iam a procura de auxílio que estava sendo distribuído na cidade de Acaraú, mandado pelo imperador.
Então a referida família totalmente grata, ofertou o santinho São Manuel ao seu benfeitor, que era conduzido na bagagem humilde que transportava.
Última versão
Ainda contam que Francisco Ferreira Fonteles Rios, genitor de Joaquim Ferreira Fonteles, estavam caçando quando caiu no fojo de Catetu, lá passando três dias sem poder sair.
Exausto, dentro do grande buraco, lembrou-se naquela grande aflição de São Manuel, que ele conhecia na casa da velha Bernarda, onde hospedava-se quando ia comprar rapaduras na Serra da Ibiapina.
Comprometeu-se ainda dentro do fojo que, sendo atendido, mandaria construir uma capelinha para o Santo protetor.
Milagrosamente conseguiu safar-se daquela prisão. Quando chegou em casa, foi um grande susto, pois seus familiares o consideravam-no morto pelas onças. A capela foi erguida e a fé em São Manuel cresceu e tornou-se uma das referências religiosas do município e da região.

## Párocos
| Seq. | Pároco                               | Chegada    | Saída      |
| ---- | ------------------------------------ | ---------- | ---------- |
| 01   | Mons. Francisco Apoliano             | 06/01/1942 | 17/08/1955 |
| 02   | Cônego Egberto Rodrigues de Andrade* | 23/01/1956 | 13/02/1964 |
| 03   | Padre Francisco Tupinambá de Melo    | 11/02/1962 | 17/08/1962 |
| 04   | Mons. Waldir Lopes de Castro         | 08/03/1964 | 22/12/2001 |
| 05   | Mons. Manuel Rômulo Rocha            | 03/02/2002 | 19/02/2017 |
| 06   | Mons. Raimundo Nonato Timbó de Paiva | 23/02/2017 |            |

- Cônego Egberto ausentou-se pelo período de 6 meses. Neste curto período, o Padre Francisco Tupinambá de Melo conduziu os trabalhos na Paróquia de São Manuel.

## História dos Párocos
Monsenhor Francisco Apoliano - 1° Pároco
Vigário da Paróquia de São Manuel do Marco durante doze anos e sete meses, deixou marcada de uma maneira muito forte a sua passagem por esta comunidade, não apenas por seu o primeiro, mas, sobretudo, pela força de sua personalidade e da obra vasta, abrangente, que conseguiu realizar e continua sobrevivendo.
Autoritário por temperamento e, porque não dizer, também pela formação recebida em Seminário austero e fechado - conforme o espírito do Concílio de Trento -, porém, simpático, inteligente, e determinado diante dos desafios, conquistou, rapidamente, a simpatia, e o respeito da população marquense.
Os acertos do incansável e desprendido Monsenhor Apoliano foram postos, pela comunidade acima dos seus erros, suas boas ações, suas grandes realizações acima de suas fraquezas; e é por isso que seus passos e seus atos foram indelevelmente gravados na memória do povo.
Cônego Egberto Rodrigues de Andrade - 2° Pároco
Depois de uma ausência de 05 de Fevereiro de 1962 a 17 de Agosto de 1962, voltou ao paroquiato até 13 de Fevereiro de 1964.
Durante seu paroquiato foi animador do povo para a caminhada da fé e da esperança, pela realização de missões, de festas religiosas, de visitas da imagem de Nossa Senhora às famílias. Deu continuidade ao que tradicionalmente se fazia na vida religiosa paroquial e, a seu modo, começou o trabalho de valorização de reuniões por categoria de pessoas. Trouxe as Irmãs Josefinas para dirigir o Educandário São Manuel e coordenar a Catequese. Elas deixaram a comunidade no paroquiato do Mons. Waldir, quando foi considerada cumprida a tarefa que haviam aceito.
Cônego Egberto socorreu as famílias vítimas da seca de 1958. Construiu e inaugurou parte de Patronato Mater Dei. Criou um pré-seminário para candidatos ao sacerdócio e encaminhou para a vida religiosa 45 moças. Seu paroquiato teve duração de nove anos. Faleceu em 03 de Maio de 2002.
Padre Francisco Tupinambá de Melo - 3° Pároco
Enquanto, temporariamente, Cônego Egberto esteve curando a Paróquia de Nossa Senhora da Conceição de Martinópole em 1962, substituiu-o na Paróquia de São Manuel do Marco, o Padre Francisco Tupinambá de Melo.
Do curto período de seis meses em que aqui esteve, destacamos como meritório o trabalho por ele realizado, a partir de uma constatação de que 40% dos paroquianos da cidade, especialmente, dos bairros, não estavam indo às missas de preceito.
Promoveu o culto ao Sagrado Coração de Jesus, entronizou sua imagem nas casas, sobretudo dos pobres. Voltou-se também para aqueles que eram muito pobres, realizando campanhas em seu benefício junto ao comércio.
Monsenhor Waldir Lopes de Castro - 4° Pároco
Coube ao Mons. Waldir Lopes de Castro a grande responsabilidade de abrir as portas da Igreja de São Manuel do Marco para que ela também seja invadida pelo calor benfazejo do Concílio Vaticano II. Mons. Waldir, pouco a pouco, foi aplicando na Paróquia as diretrizes, os ensinamentos e os benefícios trazidos por acontecimento tão extraordinário na vida da nossa Santa Mãe Igreja.
De fato, o tempo vinha apresentando exigências novas, desafios novos e apoios novos, que reclamaram uma evangelização essencialmente fundamentada na Palavra de Deus e numa Eucaristia que significasse efetivamente, comunhão com Deus de comunhão com as pessoas. Mons. Waldir, em coerência com este contexto, consagrou totalmente seu tempo, sua inteligência, sua competência, seu idealismo, e uma nova maneira de fazer pastoral, em sintonia com a Igreja da Diocese de Sobral, do Ceará, do Brasil,  e do mundo. Os passos de renovação  da Igreja de São Manuel do Marco, coordenada sabiamente pelo Mons. Waldir, foram sendo dados: maior valorização da Bíblia, renovação litúrgica, Pastoral dos Sacramentos, renovação das festas religiosas, formação de agentes de pastoral, valorização do papel do leigo no trabalho de evangelizar.
Surgiram as Comunidades Eclesiais de Base, os Círculos Bíblicos com engajamento dos leigos. Eles que eram mais executores das iniciativas dos vigários e destinados a tarefas de natureza assistenciais, caritativas, agora têm mais consciência de seu lugar na vida da Igreja, da sua responsabilidade concentrada pela participação no sacerdócio real de Cristo. Vieram as Assembleias Paroquiais de Pastoral, veio a Pastoral do Dízimo. A formação do futuro padre foi cuidada.
A realidade da vida do povo: fome, empobrecimento cada vez maior, desigualdades sociais, êxodo rural, falta de trabalho e de moradia, estava continuamente presente nas preocupações do pastor.
Monsenhor Manuel Rômulo Rocha - 5° Pároco
Nascido aos 26 de Fevereiro de de 1959, na cidade de Marco, filho de José Ribamar Rocha e Eugênia Castro Rocha. Cursou o Seminário Diocesano São José de Sobral em 1977-1978, e o Seminário Maior Regional Nordeste I em Fortaleza em 1979-1984. Ordenação Sacerdotal em Marco-Ce, no dia 15 de Dezembro de 1984. Em 03 de Fevereiro de 2002, assumiu a Paróquia de São Manuel e desenvolveu um trabalho de modernização da Paróquia, realizando a conclusão da reforma da Igreja Matriz, reforma da Casa Paroquial, reforma do Salão Paroquial, reforma do Centro Pastoral Mater Dei e do Santuário Sagrado Coração de Jesus. Também fundamentou na Paróquia um forte trabalho de conscientização do Dízimo e fundou a Irmandade do Santíssimo Sacramento.
Permaneceu na Paróquia até o dia 19 de Fevereiro de 2017.
Monsenhor Raimundo Nonato Timbó de Paiva - 6° Pároco
Nascido na Fazenda Boa Vista, Hidrolândia – CE, em 30 de Julho de 1956, Monsenhor Raimundo Nonato Timbó de Paiva, é filho de Manoel Alves de Paiva e Balizaria Camelo Timbó. Os pais o batizaram em 09 de setembro de 1956 na Paróquia de Santa Quitéria. Sua formação intelectual teve inicio na Escola Priscila Maciel de França, onde cursou o “antigo primário”. Estudou também no Ginásio Comercial Professor Evaristo Linhares Lima, em Hidrolândia – CE, Ginásio Municipal de Belford Roxo – RJ, encerrando a sua formação no Instituto de Teologia e Pastoral do Ceará – ITEP – em 1989. Pela UECE/UVA, Mons. Timbó validou o curso de Filosofia em Licenciatura Plena na cidade de Sobral em 1995. Ingressou no Seminário Regional Nordeste I no dia 08 de fevereiro 1984. Sendo seminarista da Diocese de Sobral, recebeu o Ministério de Leitor em 1988, o Ministério de Acólito em 1989, o Rito de Admissão ao Diaconato e ao Presbiterado em 1989. Foi ordenado diácono em 1990 e finalmente Presbítero, em 04 de janeiro de 1991, pelo então Bispo de Sobral, D. Walfrido Teixeira Vieira. Sendo Padre, foi diretor do ISTEP de Sobral, Reitor do Seminário Diocesano São José de Sobral, foi Vigário Paroquial de Meruoca, Vigário Paroquial da Paróquia do Patrocínio, Vigário Paroquial de Frecheirinha, Administrador Paroquial das Paróquias de Martinópole e Senador Sá. Foi também Vigário Geral da Diocese de Sobral (1998 – 2000), vigário Episcopal da Região Episcopal do Araras por muitos anos e atualmente é Vigário Episcopal da Região Vale do Acaraú. Nos períodos em que o episcopado da Diocese de Sobral ficou vacante (2004 – 2005) e (2009-2010), Mons. Raimundo Nonato exerceu o cargo de Administrador Diocesano da Diocese de Sobral, função que desempenhou até a nomeação do Bispo Dom Fernando Saborido e Dom Odelir José Magri, respectivamente. Foi pároco de Ipu, cargo que ocupou de 09 de dezembro de 1999 à 22 de Fevereiro de 2017. Seu paroquiato foi marcado pela habilidade que o mesmo possui em conduzir o rebanho de Cristo, destacando-se a construção e reforma de inúmeras capelas, bem como a criação de várias pastorais e grupos na paróquia. Destaca-se também o empenho do infante sacerdote, na preparação e criação da área pastoral de Pires Ferreira. Na data de 09 de dezembro de 2021, foi lhe concedido o título de Monsenhor pelo Santo Padre, o Papa Francisco e o recebeu oficialmente em 13 de dezembro do mesmo ano, pelo Bispo de Sobral, Dom José Luiz Gomes de Vasconcelos. Atualmente é Pároco da Paróquia de São Manuel, tendo sido empossado em 23 de Fevereiro de 2017.